# Saint-Savinien
Saint-Savinien is een gemeente in het Franse departement Charente-Maritime (regio Nouvelle-Aquitaine). De plaats maakt deel uit van het arrondissement Saint-Jean-d'Angély. Saint-Savinien telde op 1 januari 2022 2.458 inwoners.

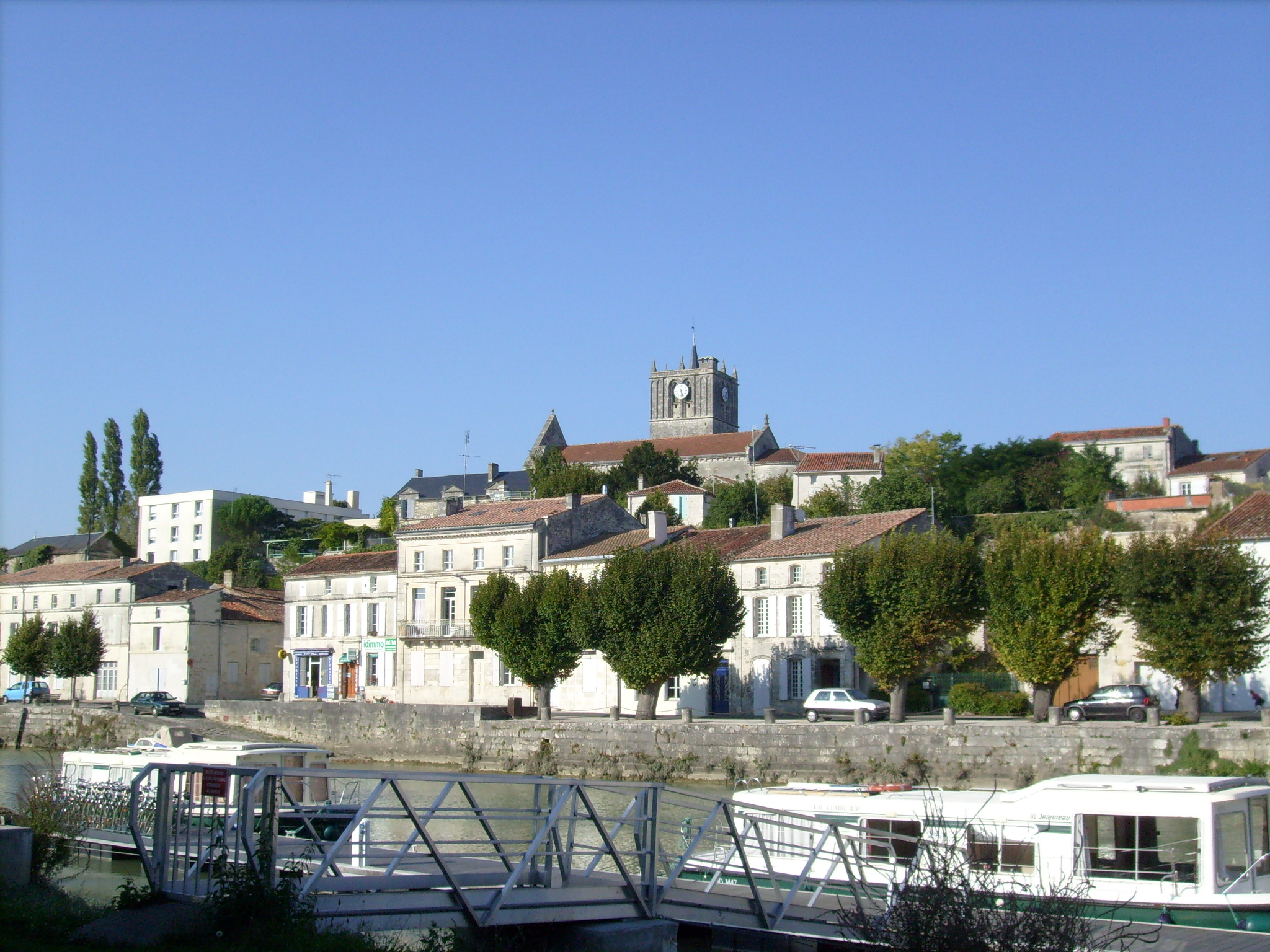
Saint-Savinien
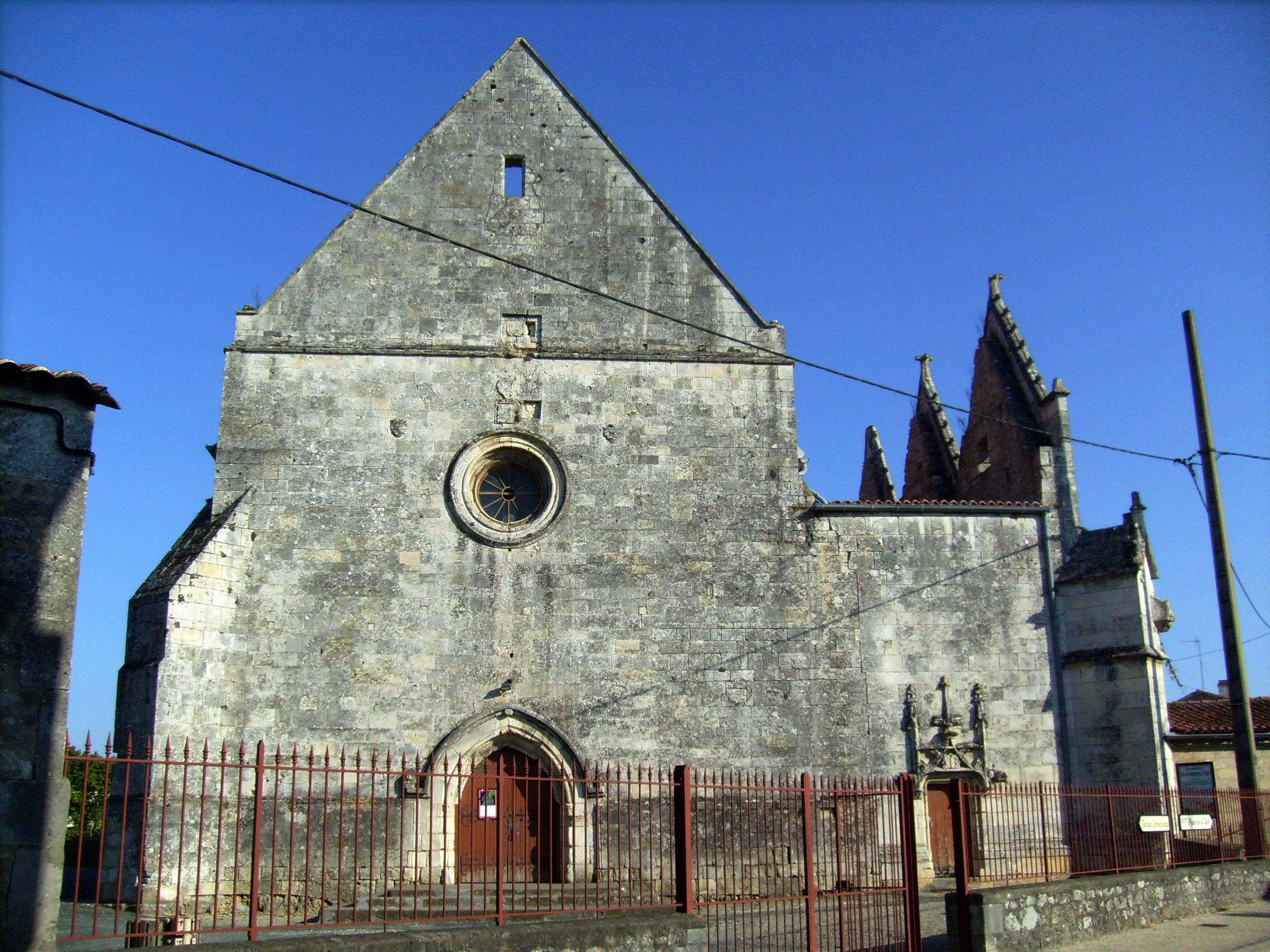
Kerk van Saint-Savinien
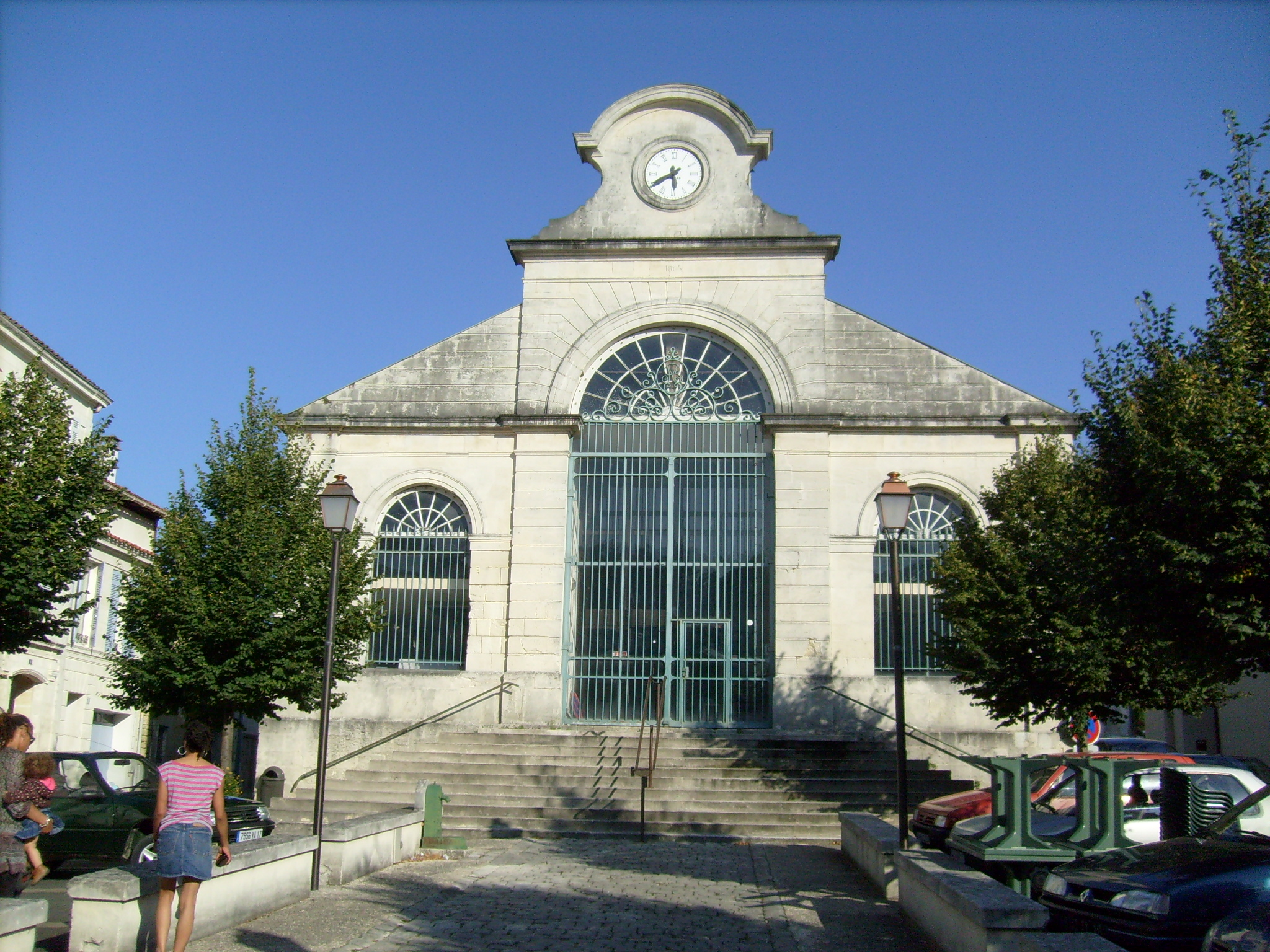
Markthal van Saint-Savinien

## Geografie
De oppervlakte van Saint-Savinien bedroeg op 1 januari 2022 47 vierkante kilometer; de bevolkingsdichtheid was toen 52,3 inwoners per km².
De onderstaande kaart toont de ligging van Saint-Savinien met de belangrijkste infrastructuur en aangrenzende gemeenten.

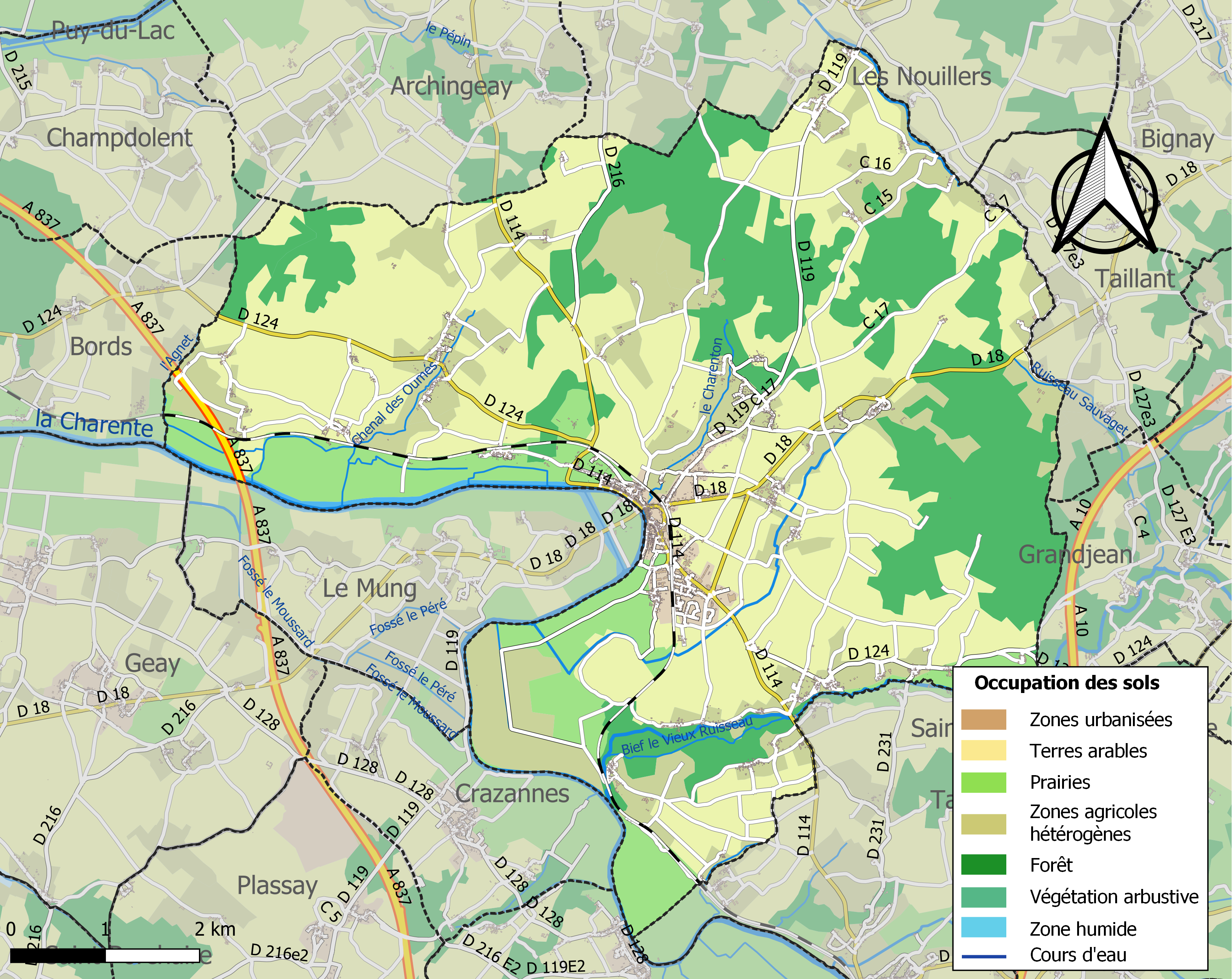

## Verkeer en vervoer
In de gemeente ligt spoorwegstation Saint-Savinien-sur-Charente.

## Demografie
Onderstaande figuur toont het verloop van het inwonertal (bron: INSEE-tellingen).